# Шарлота Ернестина фон Золмс-Браунфелс
Шарлота Ернестина (Ернестиана) фон Золмс-Браунфелс-Грайфенщайн (на немски: Charlotte Ernestina (Ernestiana) von Solms-Braunfels-Greifenstein; * 19 септември 1646, Грайфенщайн; † 6 април 1720, Брауншвайг) е графиня от Золмс-Браунфелс-Грайфенщайн и чрез женитба графиня на Льовенщайн-Вертхайм-Вирнебург.

## Живот
Дъщеря е на граф Вилхелм II фон Золмс-Браунфелс-Грайфенщайн (1609 – 1676) и първата му съпруга графиня Йоханета Сибила фон Золмс-Хоензолмс (1623 – 1651), дъщеря на граф Филип Райнхард I фон Золмс-Хоензолмс и графиня Елизабет Филипина фон Вид-Рункел. Баща ѝ Вилхелм II се жени втори път на 24 април 1652 г. за графиня Ернестина София фон Хоенлое-Шилингсфюрст (1618 – 1701). Шарлота Ернестина е кръстена на 18 октомври 1646 г. в Грайфенщайн.
На 19 април 1670 г. в Грайфенщайн при Браунфелс тя се омъжва за граф Албрехт фон Льовенщайн-Вертхайм-Вирнебург (* 20 август 1647, Вертхайм; † 17 март 1688, Льовенщайн) от фамилията Вителсбахи, син на граф Фридрих Лудвиг фон Льовенщайн-Вертхайм-Вирнебург (1598 – 1657) и третата му съпруга фрайин Анна Сидония фон Тойфенбах (1623 – 1657).
Шарлота умира на 6 април 1720 г. в Брауншвайг. Погребана е в Грайфенщайн.

## Фамилия
Шарлота и Албрехт имат седем деца:
- София Елеонора (* 1 февруари 1671; † 29 юли 1671)
- Вилхелм Фридрих (* 19 февруари 1673; † 8 април 1718), граф на Льовенщайн-Вертхайм-Вирнебург, женен 1698 г. в Лайнцел за Сибила Мария Магдалена фон Ланг цу Лайнцел (* 15 септември 1680; † 2 май 1735)
- Лудвиг Ернст (* 2 октомври 1674; † октомври 1674)
- Доротея Сибила Флорентина (* 16 януари 1677; † 11 октомври 1740)
- Лудвиг Мориц (* 22 април 1678; † 28 май 1741)
- Шарлота София (* 18 март 1681; † 25 август 1681)
- Йохан Максимилиан Хайнрих (* 12 май 1684; † 1684)